# Académie de musique Tchaïkovski de Kiev
L'Académie de musique Tchaikovski de Kiev, ou Conservatoire de Kiev, est une institution d’État ukrainienne de formation musicale avancée. Les cours qui y sont dispensés comprennent les cycles d'études universitaires supérieures.

## Historique
Le Conservatoire de Kiev est fondé en 1913 sur le campus de l'université de musique de la Société russe de musique. L'organisation du conservatoire est animée par Serge Rachmaninoff, Alexandre Glazounov et Piotr Ilitch Tchaïkovski. Les premiers directeurs en sont V. Poukhalsky (1913) et Reinhold Glière (1914–1920). En 1925, les premières années d'études sont séparées du Conservatoire pour devenir un établissement d'enseignement supérieur de la musique, cependant que les classes les plus avancées forment l'Institut de musique et de théâtre Mykola Lyssenko. Viktor Kossenko enseigne dans ces deux institutions.
En 1938, le conservatoire se voit décerner l'ordre de Lénine. En 1940, le conservatoire change de nom pour prendre celui de Piotr Tchaïkovski. En 1995, le président ukrainien réévalue à la hausse le statut du conservatoire et le renomme « Académie nationale de musique d'Ukraine P. Tchaïkovski ». 
Le conservatoire occupe un bâtiment construit dans les années 1890, initialement conçu pour abriter un hôtel (l'Hôtel Continental). Pendant la Seconde Guerre mondiale, ce bâtiment est détruit, mais il est reconstruit en 1955, date à laquelle on y ajoute une salle de concert (les architectes en sont L. Katok et Ia. Krasny). Il se trouve situé au 1-3  rue Horodetsky.

## Professeurs
(sélection)
- Myroslav Skoryk
- Hanna Havrylets
- Ivan Karabits

## Anciens élèves

### Compositeurs
- Olexandre Bilach.
- Lessia Dytchko.
- Vitaliy Hodziatsky
- Leonid Hrabovsky (en), 1959
- Ivan Karabits, 1971
- Boris Liatochinski,
- Ihor Poklad (en), 1967
- Sergueï Protopopov, 1921
- Levko Révoutsky,
- Valentin Silvestrov,
- Evgueni Stankovitch
- Franklin Pire (es), 1996
- Kurt Adler (en)
- Kirill Karabits.
- Volodymyr Kolesnyk (uk).
- Iryna Kyrylina, 1977.

### Chanteurs
- Georges Baklanoff, baryton d'opéra
- Edgar Bastidas, 1995.
- Alexander Kochetz, 1901.
- Dmytro Hnatiouk, 1951
- Evgenia Mirochnitchenko (en), 1957
- Viatcheslav Polozov (en), 1978
- Solomon Khromtchenko (en), 1931
- Oksana Dyka, 2004
- Victoria Loukianetz, 1989
- Lioudmyla Monastyrska, soprano

### Instrumentistes

#### Joueurs de bandoura
- Andreï Bobyr (en)
- Larissa Bourak (en)
- Volodymyr Kouchpet (en)
- Victor Mishalow (en)
- Kost Novytsky (en)
- Andreï Omeltchenko (en)

#### Pianistes
- Anna Artobolevskaïa
- Alexander Brailowsky
- Vladimir Horowitz
- Anatole Kitain
- Valentina Lissitsa
- Herman Makarenko (en), 1986
- Léo Sirota (en)
- Alexandre Uninsky

#### Autres
- Vladimir Kafelnikov, trompettiste
- Sergueï Okhrimtchouk (uk), violoniste
- Paul Stetsenko (en), organiste, 1989
- Eva Khadachi.